# George Pell
George Pell (Ballarat, 8 juni 1941 – Rome, 10 januari 2023) was een Australisch geestelijke, achtereenvolgens aartsbisschop van Melbourne en Sydney, kardinaal van de Rooms-Katholieke Kerk, Vaticaans bestuurder en kerkhistoricus.

## Biografie
De vader van Pell was protestant, zijn moeder rooms-katholiek. Naar de wens van zijn moeder ging hij naar een katholieke school. Ofschoon hij de kans had om professioneel Australian footballspeler te worden, koos hij ervoor zijn religieuze roeping te volgen en naar het priesterseminarie te gaan. Pell studeerde in de buurt van Melbourne en later in Rome, waar hij op 16 december 1966 in de Sint-Pietersbasiliek tot priester werd gewijd. Het daaropvolgende jaar rondde hij zijn theologiestudie af. Hij werkte vervolgens als assistent-priester in verschillende gemeentes in Melbourne. In 1971 promoveerde hij in de kerkgeschiedenis aan de Universiteit van Oxford op het thema 'De uitoefening van het gezag in het vroege christendom van ongeveer 170 tot 270'.

### Bisschop
Op 30 maart 1987 werd hij door paus Johannes Paulus II benoemd tot hulpbisschop van Melbourne en tot titulair bisschop van Scala; zijn bisschopswijding ontving hij op 21 mei 1987 van de toenmalige aartsbisschop van Melbourne Frank Little. Op 16 juli 1996 werd hij benoemd tot aartsbisschop van Melbourne. Op 26 maart 2001 volgde zijn benoeming tot aartsbisschop van Sydney.

### Kardinaal
Pell werd tijdens het consistorie van 21 oktober 2003 kardinaal gecreëerd. Hij kreeg de rang van kardinaal-priester. Zijn titelkerk werd de Santa Maria Domenica Mazzarello. Hij nam deel aan de conclaven van 2005 en 2013.
Van 2013 tot 2018 was Pell lid van de Raad van Kardinalen.
Pell werd op 24 februari 2014 benoemd tot prefect van het Secretariaat voor de Economie. Hij was de eerste persoon die deze functie bekleedde. Officieus werd hij daarmee op twee na hoogste functionaris van Vaticaanstad. Hij werd als aartsbisschop van Sydney opgevolgd door Anthony Fisher.
Pell kreeg van Paus Franciscus de opdracht de financiën van de Heilige Stoel te hervormen. Hij kreeg daarbij - mét de pauselijke volmacht daartoe - te maken met tegenwerking vanuit het Staatssecretariaat van de Heilige Stoel. Daarover zei hij in 2021: Ze waren vooral niet blij dát ik het deed. het was niet zozeer mijn stijl die problemen maakte, maar mijn actie tegen corruptie, incompetentie en verspilling. Ze wilden niet dat die aan het licht zouden worden gebracht. We hebben dat gezien bij de aankoop van het grote gebouw in Londen. Het Staatssecretariaat liet ons niet toe, hoewel wij daartoe gemachtigd waren. Internationale experts van PricewaterhouseCoopers werden ook tegengehouden; de interne toezichthouder werd ontslagen.

### Vrijgesproken van kindermisbruik
Op 28 juni 2017 werd Pell meerdere keren in staat van beschuldiging gesteld voor seksueel kindermisbruik in de jaren zeventig en tachtig, toen hij al als priester in Australië werkzaam was. Pell was de hoogstgeplaatste rooms-katholieke geestelijke die van kindermisbruik verdacht werd. De beschuldigingen in de media werden door niet weinigen geloofd, volgens anderen was het een hetze. Op 11 december 2018 werd Pell door een jury schuldig bevonden op vijf onderdelen van de aanklacht, maar tevens werd in Australië mediastilte opgelegd en werd de media verboden over de zaak te publiceren, om te zorgen voor een eerlijk proces. Dit was de tweede keer dat Pell door een jury werd berecht, de eerste jury kon niet tot een unanieme beslissing komen.
Op 24 februari 2019 trad Pell af als prefect van het Secretariaat voor de Economie. Twee dagen later werd de uitspraak van de rechter gepubliceerd. De seksuele handelingen met twee minderjarige koorknapen zouden door aartsbisschop Pell, eenmaal met de twee en eenmaal met een van hen, verricht zijn in de periode augustus-december 1996. In afwachting van de uitspraak over de strafmaat werd hij gevangengezet. Op 13 maart 2019 veroordeelde het districtsgerechtshof van de deelstaat Victoria (Australië) hem tot een gevangenisstraf van zes jaar. In hoger beroep werd deze uitspraak op 21 augustus 2019 door het hooggerechtshof van Victoria in een 2-1-beslissing bevestigd. De rechters Ferguson en Maxwell stelden dat de jury voldoende redenen had om Pell schuldig te bevinden; rechter Weinberg daarentegen vond dat het goed mogelijk was dat Pell onschuldig was. Pell ging weer de gevangenis in, maar bracht zijn zaak nu voor de Hoge Raad van Australië.
De Hoge Raad volgde het minderheidsstandpunt van rechter Weinberg. Op 7 april 2020 werd Pell unaniem (7-0) door de opperrechters vrijgesproken wegens gebrek aan overtuigend bewijs en onmiddellijk vrijgelaten.
In juni 2021 kregen achttien Australische mediabedrijven een geldboete omdat ze, ondanks het verbod, over de zaak hadden gepubliceerd.

### Overlijden
George Pell stierf op 10 januari 2023 op 81-jarige leeftijd in Rome aan complicaties bij een heupoperatie diezelfde dag. Na zijn overlijden vond in de Sint-Pietersbasiliek in Rome een herdenkingsmis plaats, waarbij aan het einde ook paus Franciscus aanwezig was. De plechtige pontificale uitvaartmis vond op 2 februari 2023 plaats in de St Mary's Kathedraal in Sydney en werd geleid door aartsbisschop Anthony Fisher. In de crypte van deze kerk werd kardinaal Pell bijgezet.